# Ōdachi
ōdachi (大太刀 (Đại Thái đao)) là một loại trường đao truyền thống của Nhật Bản (đao Nhật - Nihonto), từng được sử dụng bởi các samurai trong thời kì phong kiến.

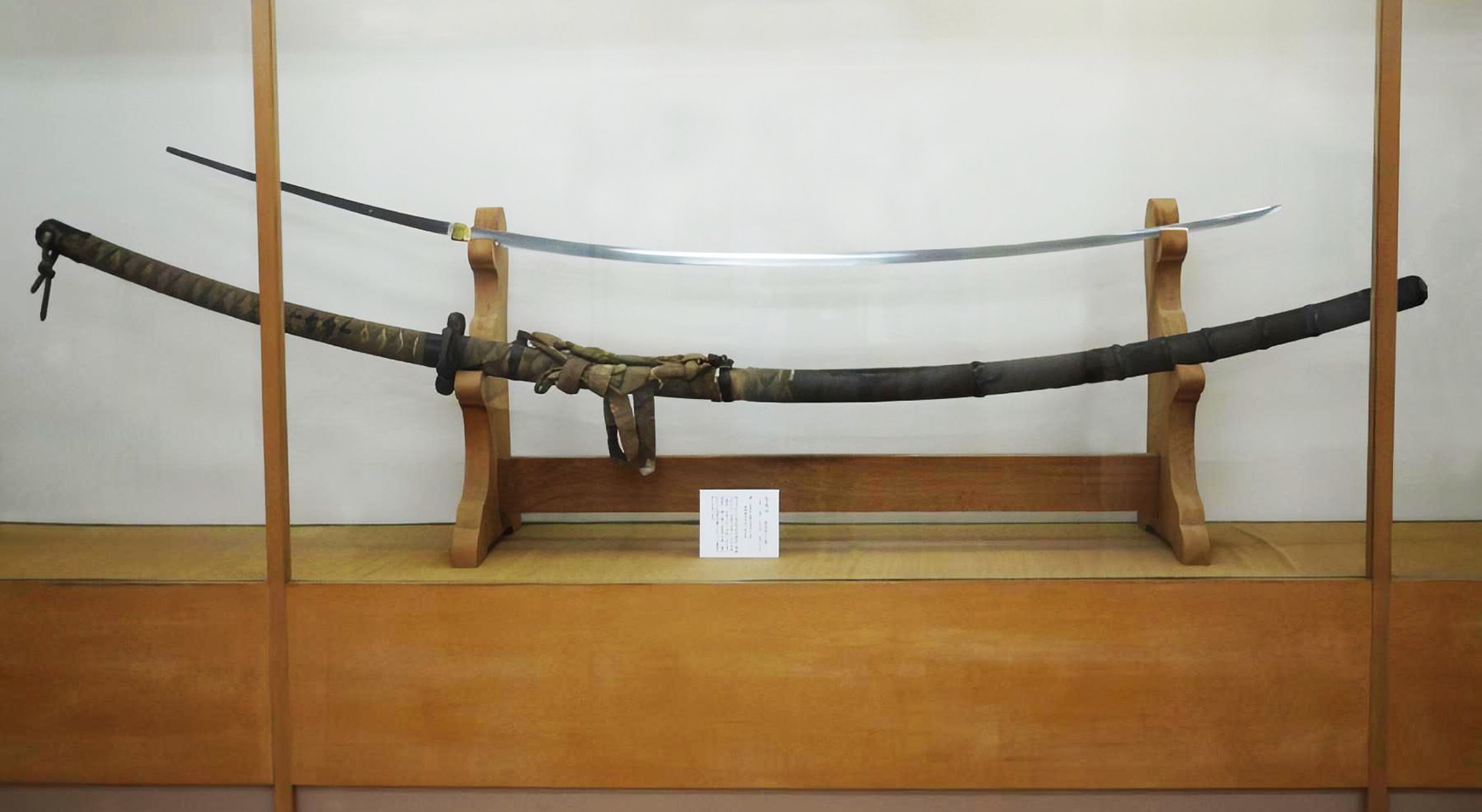
Odachi Masayoshi do thợ rèn Sanke Masayoshi rèn, vào năm 1844. Chiều dài lưỡi là 225,43 cm và tang là 92,41 cm.

Từ ō (大 - "đại" trong "vĩ đại") có nghĩa là to lớn, da(ta) (太 - Thái) là dày/béo, còn chi (刀 - Đao) còn có thể đọc là katana hay tō (trong Nihontō (日本刀 (Nhật Bản đao))). Ōdachi - Đại Thái đao có thể hiểu là Thanh đao lớn và dày.
Để được gọi là một thanh ōdachi, thanh đao phải có lưỡi dài trên 5 xích (shaku, 1 shaku ≈ 30 cm, 5 shaku = 150 cm) trở lên, nhưng thực ra hầu hết các thuật ngữ trong Kiếm thuật Nhật Bản lại không có một quy định chính xác nào về độ dài của ōdachi.

## Mục đích

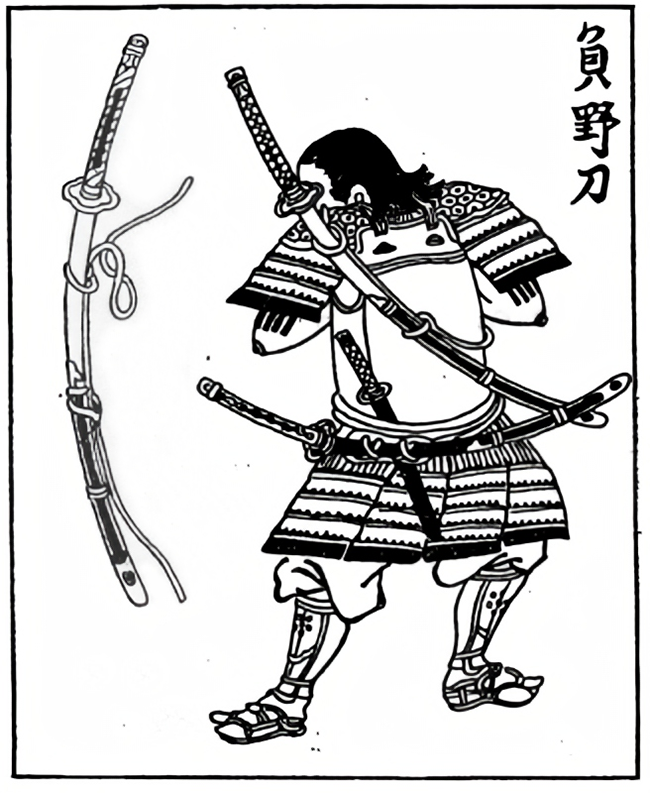
Một Samurai với thanh ōdachi/nodachi sau lưng trong một khối gỗ in thời Edo

Trên thực tế, ōdachi được sử dụng vào hai mục đích chính - làm vật thờ và trang bị cho kị binh. Cụ thể như sau:
- Ōdachi được dùng như một vật để thờ cúng trong miếu (hoặc chính xác hơn là một vật tế cho các vị thần). Một số trong đó lại được dùng để làm lễ trước các trận đánh, trong khi một số lại xuất hiện (thường là trong chùa) - như một thanh kiếm huyền thoại.
- Vì những thanh ōdachi rất dài (trung bình từ 165– 178 cm) và lưỡi thì có thể dài tới 4–5 ft. Điều này khiến nó trở nên không thích hợp với cận chiến. Thay vào đó, một số người tin rằng chúng được sử dụng bởi kị binh bởi vì chiều dài của lưỡi kiếm sẽ cho phép những người lính này dễ dàng hạ được bộ binh bên dưới (mà không lo "ngã ngựa" như khi sử dụng các loại kiếm khác).

## Sản xuất

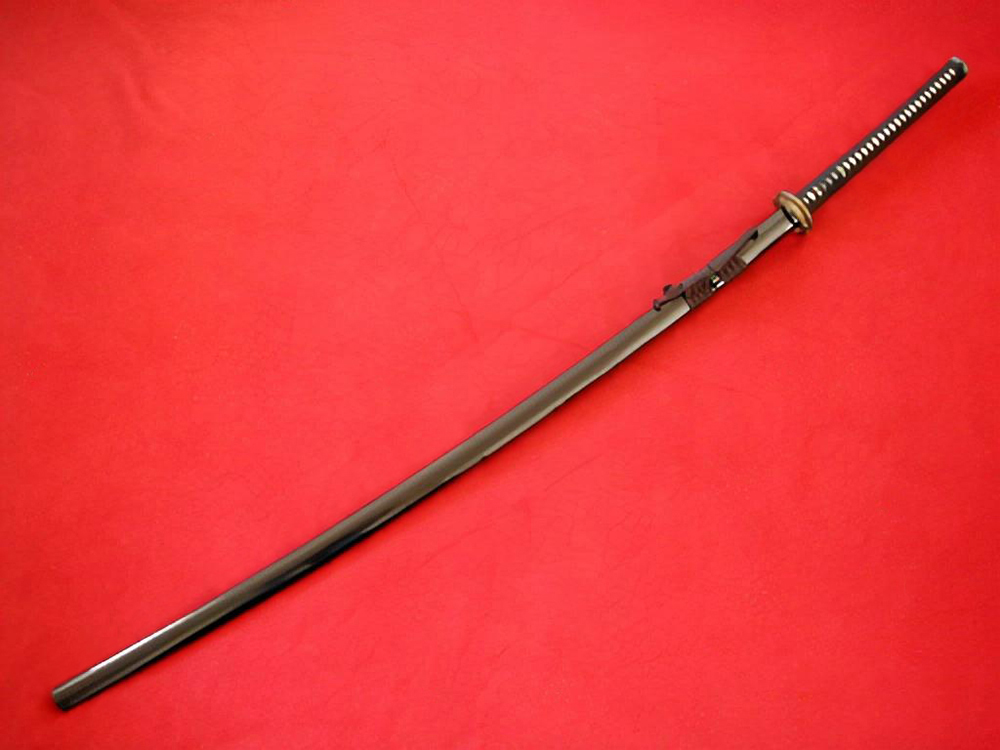
Nodachi/ōdachi koshirae

Rất khó để làm ra một thanh ōdachi theo cách nhiệt luyện truyền thống, nguyên nhân chủ yếu là vì lưỡi kiếm quá dài nên rất khó (hay nói cách khác là rất tốn kém) để làm nóng toàn bộ lưỡi kiếm một cách đồng đều khi rèn (điều kiện tiên quyết khi rèn kiếm) và cả khi ủ (để kiếm đạt độ cứng thích hợp). Quá trình tôi cũng khó hơn do phải dùng công cụ tôi lớn mới có thể làm nguội toàn bộ lưỡi kiếm để tránh biến dạng. Không những vậy, việc mài (mà chính xác hơn phải gọi là chà láng hay đánh bóng) cũng phải làm khác so với các thanh kiếm bình thường bởi kích thước quá khổ của nó. Để mài ōdachi, phải treo nó trên trần nhà hoặc một chỗ cố định chứ không thể di chuyển như các loại kiếm thông thường.
Để có thể sở hữu một thanh ōdachi hoàn chỉnh gần như chỉ có cách đặt hàng riêng.
Người ta còn kể lại rằng, một thanh ōdachi từng được đặt làm năm 1971 theo yêu cầu của một người sắp chết (hiện nay nó thuộc một bộ sưu tập cá nhân ở Texas). Mục đích của thanh kiếm này là để làm hài lòng thần linh và bảo vệ gia đình của người quá cố sau khi ông ta mất đi. 

## Cách sử dụng

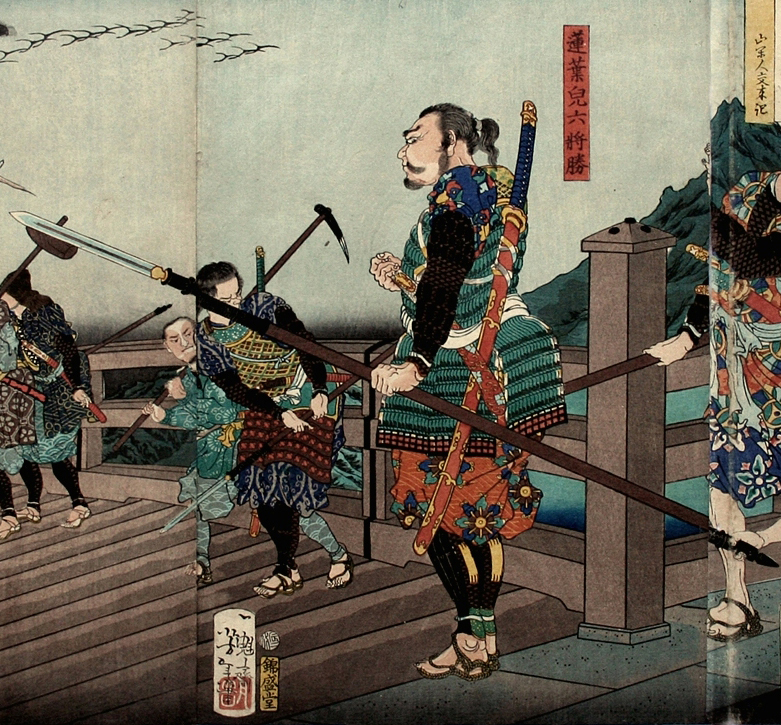
Một Samurai mang theo một /nodachi/ōdachi/ sau lưng trong một khối gỗ in thời Edo.

Ōdachi quá dài để các samurai có thể mang theo bên hông như katana hay tachi. Có hai cách để mang theo ōdachi:
- Cách thứ nhất là đeo nó ở sau lưng, tuy nhiên, thực tế mà nói thì cách này rất kém hiệu quả vì người dùng khó có thể rút nó ra một cách nhanh chóng (vẫn là do nó quá dài)
- Cách thứ hai thì chỉ đơn giản là mang ōdachi bằng tay, khi đi thì vác lên vai.

Trong thời kì Muromachi, người ta thường sử dụng ōdachi theo nhóm hai người. Một người mang kiếm và một người đi cùng sẽ giúp rút nó ra.
Ōdachi chủ yếu dùng để chém hoặc xả theo chiều dọc và cách sử dụng nó cũng tương đối khác cách loại kiếm thông thường.

## Mất dần sự phổ biến
Tầm quan trọng của ōdachi bắt đầu giảm đi từ sau cuộc vây hãm Ōsaka năm 1615 (trận chiến cuối cùng của Tokugawa Ieyasu với Totoyomi Hideyori). Kể từ đó, nó chỉ còn được thấy trong các buổi làm lễ.
Nguyên nhân được cho là do:
- Kể từ sau khi giành được quyền lực, chính quyền Mạc phủ Tokugawa (hay còn gọi là Mạc phủ Edo) thiết đặt một đạo luật mới quy định chiều dài của kiếm (trong Genna 3 - 1617, Kan'ei 3 - 1626 và Shōhō 2 - 1645).
- Sau khi đạo luật trên được đưa vào thực hiện, hầu hết những thanh ōdachi bị cắt giiảm chiều dài (mà đã giảm rồi thì làm sao gọi là ōdachi nữa) và đó lẽ đó là lý do mà ōdachi trở nên khan hiếm.

Nhưng mặc dù không còn được sử dụng rộng rãi để chiến đấu, ōdachi vẫn được dùng trong các miếu thờ của Thần đạo vì yêu cầu kĩ thuật để làm ra một thanh ōdachi là rất cao cho nên nó được cho là đủ "tư cách" để thực hiện những nghi lễ với thần linh.